# 镁铁质
镁铁质（英語：Mafic）用来形容富含镁元素与铁元素的硅酸盐矿物或岩石，又稱基性岩。大多数镁铁质矿物颜色暗并且相对密度大于3。常见的造岩镁铁质矿物包括橄榄石、辉石、闪石和黑云母。常见的镁铁质岩石包括玄武岩、粗玄岩和辉长石。